# توماس سولومون
توماس سولومون (بالإنجليزية: Thomas Solomon)‏ هو ساحر استعراضي أمريكي، ولد في 1969 في ميلواكي في الولايات المتحدة.

## وصلات خارجية
- الموقع الرسمي